# 骨格

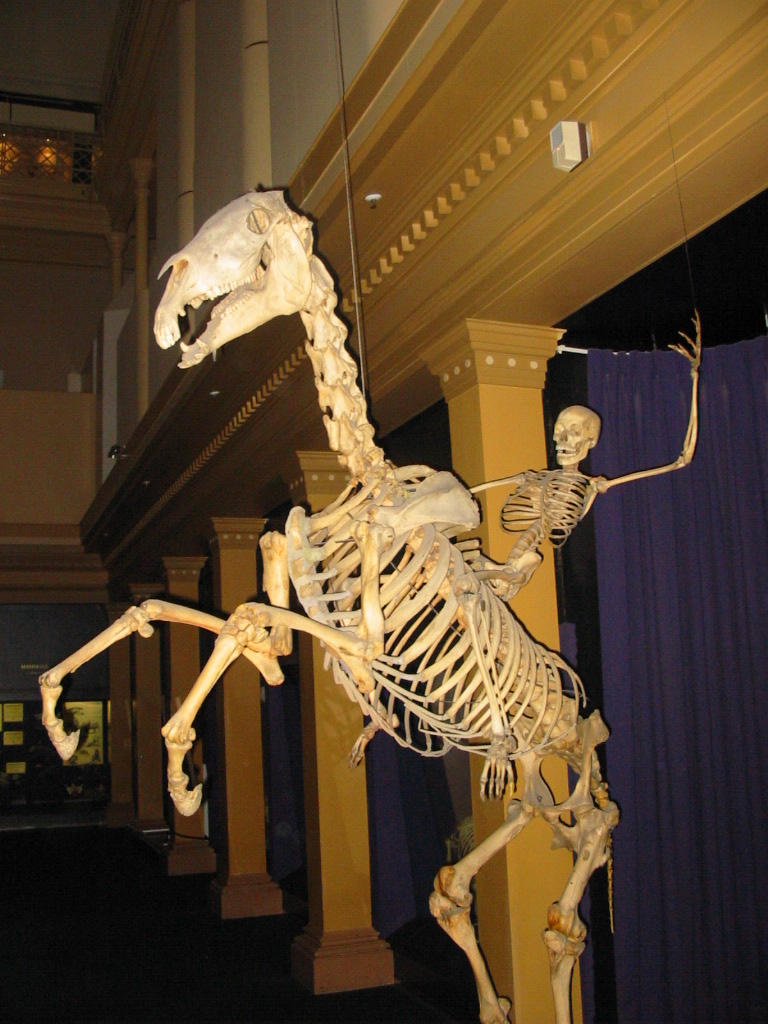
ヒトとウマの骨格標本。シドニーのオーストラリア博物館の収蔵品。

骨格（こっかく、骨骼とも書く）とは、関節で結合した複数の骨および軟骨によって構成される構造のことを指す。転じて、基本的な構造一般をいう表現に使われる場合もある。

## 概要

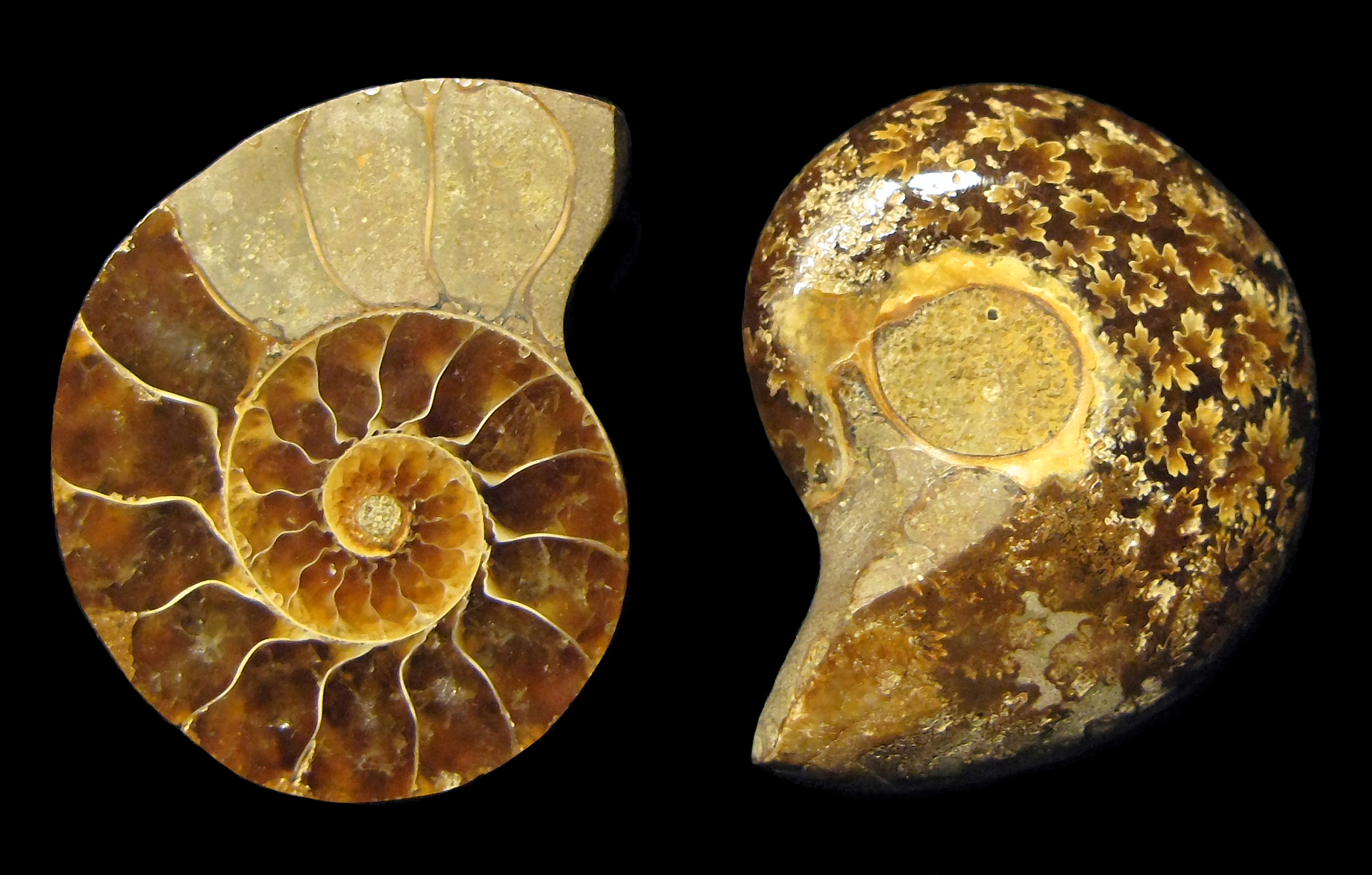
アンモナイトの殻も骨格の一種に含まれる。

骨格は、大きく分けて2種類あり、脊椎動物が体内に持つ骨を中心とした構造体である内骨格と、昆虫等の節足動物が体表を覆う外骨格である。カメの甲羅や貝類の貝殻も、骨格の1種に含まれる。
骨格には2つの役割がある。1つは本来は柔らかい体組織を、骨格が支柱となって支えることである。もう1つは体組織の保護であり、脊椎動物の場合は頭蓋骨と胸郭が脳や心臓・肺などの重要な臓器を守っている。外骨格は体全体を覆い防御することが第1の機能であり、陸上に棲む種では乾燥から身を守ったり、硬い殻を持つ卵を産む生物へカルシウムを供給するなど、その生態や生活環境などに応じた様々な役割も持つ。
また骨格は生物の身体で最も固く、リン酸カルシウムなどの無機物を豊富に含む組織であるため、化石として残りやすい。化石によって骨格が判明した場合には、既に絶滅した生物が、どのような体躯を持ち、どのように生活していたのかを把握する手がかりを与える。

## ヒトの骨格

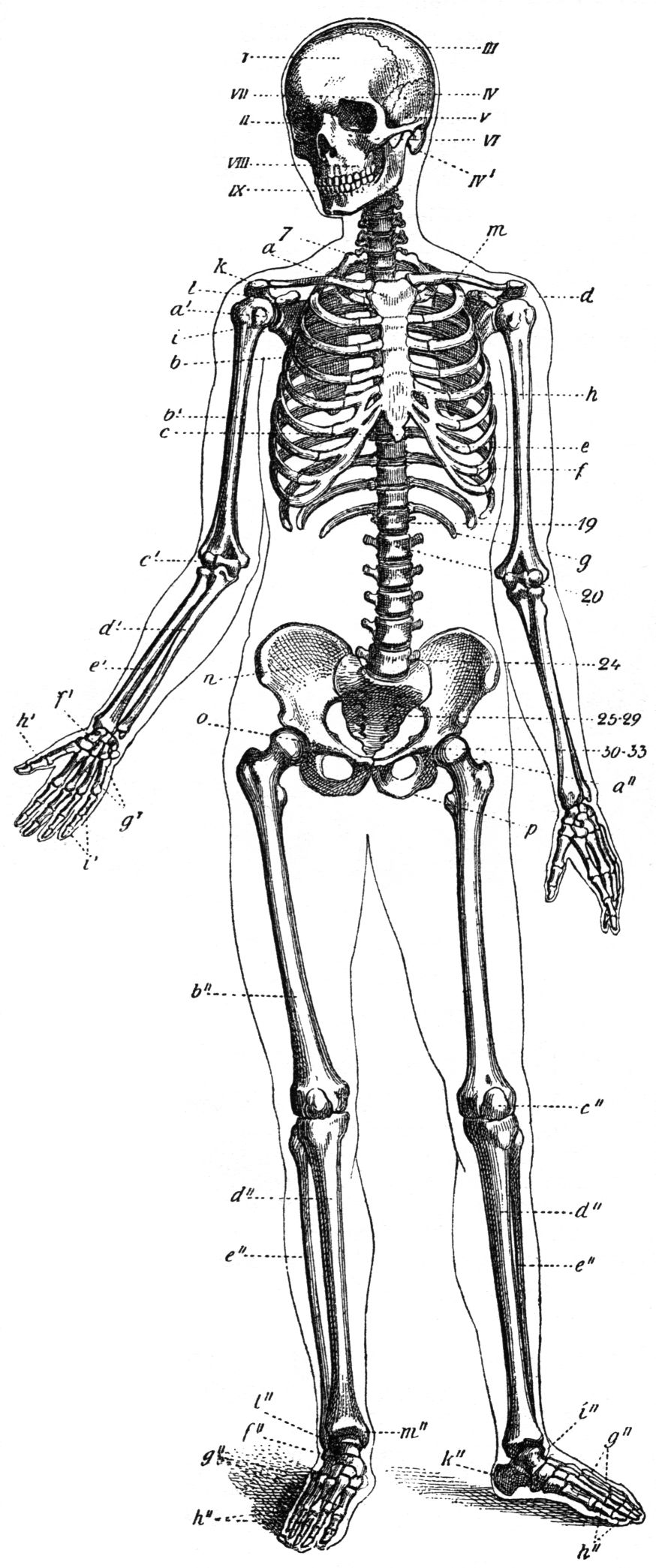
ヒトの骨格を示した図

進化の過程において、ヒトの身体は骨格と骨格筋が協調して働く機能を獲得し、直立二足歩行や、手の指先の細かな動きなどを得た。骨格と骨格筋の2つを合わせて、運動器ともいう。人体の骨格は約200個の骨で形成され、約680個の骨格筋が接続している。近年、動きに人間らしさを追求するため人型ロボットに応用されるケースが増えている。

### 骨の連結
ヒトにおいて、他の骨とつながっていない骨は唯一舌骨だけである。その他の全ての骨は、必ず何らかの骨と連結しており、骨格を形成する。連結した複数の骨が完全に接合して動かない部分は、骨結合という。これ以外は、互いがつながる部分が可動性を持ち、曲がるためや、回転するための構造を有する。
線維性の連結には、靭帯結合・縫合・釘植の3種類がある。靭帯は幅を持つ繊維による結合で、強靭である。この幅が特に広い場所は骨間膜といい、脛腓靭帯結合や前腕骨間膜などが相当する。縫合とは頭蓋骨の板状の骨の間に見られる連結であり、多くの膠原繊維束によってつながっており、接合線がギザギザになる場合が多い。釘植は歯根と歯槽骨の間にある連結で、間に結合を行う組織である歯根膜がある。
軟骨による連結には、（通常の）軟骨結合と繊維軟骨結合がある。成長期のほとんどの骨には硝子軟骨による結合（骨端軟骨）がある。胸骨にある柄体軟骨結合は、成長後も残る軟骨結合の1つである。繊維軟骨結合は、恥骨や椎体の結合にあり、繊維質の隙間に軟骨質がある円盤状の構造である。
一般にいわれる関節は、滑膜性の連結に当てはまる。2本の骨の間に関節包で囲まれた関節腔があり、その中に粘度が高い滑液が満ちている。関節包は滑液を生成する滑膜と、それを包む緻密で頑丈な結合組織系の繊維膜が覆う。関節の可動性は、接する骨の面を保護する軟骨と、滑液が生む弾力性と滑りによって、実現している。関節包は関節の動きを制限する物で、股関節などでは一部が厚い構造を持ち靭帯を形成する。また、関節の動きには骨の端部が様々な形を持ち、部位によっては凸凹が合わさった構造も見られる。人体の場合は2つ以上の関節が組み合わさった構造や複雑な形状を持つ部分が複数箇所に見られ、例えば肘の関節は3つ以上の骨が介在する。

### 骨格の部位
ヒトの骨格は、大きく体幹骨格（軸骨格）と体肢骨格（付属骨格）に分けられる。さらに前者は頭蓋骨・脊柱・胸郭（肋骨）、後者は上肢・下肢に分類される。

#### 頭蓋骨
体幹の最も上にある頭蓋骨は、脳を保護するだけでなく目・鼻・口といった感覚器や呼吸器および消化器の入り口を備える。そのため複雑な形状を持つ。15種類計23個の骨が組み合わさっており、そのほとんどは縫合による固い結合で、可動する部分は下顎骨や舌骨などわずかである。頭蓋骨は大きく、上部にある脳を包み込む部分の脳頭蓋（神経頭蓋）と、眼窩・鼻腔・口腔のような臓器がはめ込まれたくぼみを持つ顔面頭蓋（内臓頭蓋）に分けられる。ヒトは前者が発達している特徴を持つ。
脳頭蓋は、前頭骨1個、頭頂骨2個、側頭骨2個、後頭骨1個、篩骨1個、蝶形骨1個の6種計8個で成り立ち、円形の屋根に当たる頭蓋冠と、床に当たる頭蓋底を作る。特に頭蓋冠では、それぞれの骨がギザギザの縁をかみ合わせた縫合を持っている。頭蓋底は脳の形状に合わせたような凸凹と、つながる血管や神経が通るための孔がたくさん空いている。
顔面頭蓋は9種計15個の骨で成り、うち6種は対になっている。主要な骨は1対の上顎骨と1個の下顎骨である。上顎骨は頬骨と脳頭蓋の前頭骨との間で眼窩前面を、対の間と鼻骨で鼻腔前面を作る。口腔は上部に上顎骨・口蓋骨と、下部に下顎骨との間で形成される。

#### 脊柱
脊柱は32~34個の椎骨が連結した、体幹を支える骨格である。頚部の7つの骨は頚椎、胸部の12個は胸椎、腰部の5個は腰椎、骨盤の部分を仙椎と尾椎に分ける。成長すると仙椎は5個の骨が癒着して1個の仙骨に、尾椎は3~5個が癒着して1個の尾骨になる。そして脊柱全体はS字状に湾曲し、二足歩行をするためにかかる下方向の荷重を分散している。
椎骨は、3種類の方法で接合されている。椎間円盤は縦に積まれた椎骨の間にあり、軟骨性結合の役を担う。中心にはゼリー状の髄核があり、その周囲を繊維軟骨が層状に取り囲んでいる。髄核の約8割は水分で、脊椎のねじれや屈伸または圧力を、液体の流動性で吸収し、可動できる状態にする。脊柱全長のうち1/4は椎間円盤の厚みである。椎骨と椎間円盤の前後には、それぞれ縦靭帯が密着し、縦方向の連結を行う。椎弓の間は、弾性繊維が豊富なため黄色に見える黄色靭帯で縦連結される。その他、棘突起部の縦連結は棘間靭帯と先端にある棘上靭帯でつながるが、これは頚部で幅が広くなるため項靭帯ともいう。さらに、各椎骨にある関節突起は上下が対になり、椎骨の間に関節を形成する。
脊柱は、文字通り柱として体を支える役割を有する。そして、その中には中枢神経である脊髄が収まり、これを保護する役割も持つ。また、複数の突起部分は筋肉とつながっており、体幹を動かす役目も持つ。

#### 胸郭
胸郭は37個の骨で形成された釣鐘状の骨格で、心臓や肺を鳥かごのように取り囲んでいる。胸骨と12個の骨から成る胸椎、12対の骨の集まり肋骨に分けられる。
胸骨は上部から胸骨柄・胸骨体・剣状突起の3つがネクタイのような形状で胸の前にある。これらをつなぐ軟骨は、加齢に伴って骨化する傾向にある。最上部の胸骨柄は正面に切れ込みがあり、肋骨の間のくぼみである頸窩を作る。この胸骨柄と下にある大きな胸骨体には、左右で肋骨とつながる関節（肋骨切痕）7対を有する。剣状突起は、体表から見るとみぞおちの部分にある。
肋骨は胸郭の側面にある湾曲した骨で、発生時は軟骨だがほとんどの部分が硬骨（肋硬骨）に置き換わる。わずかに前面に軟骨部分（肋軟骨）が残り、ここで胸骨とつながっている。背面にある硬骨の肋骨頭は脊柱（胸椎）と関節を作る。肋骨のうち上から7番目まではそれぞれ胸骨と脊柱双方とつながり、真肋と呼ばれる。8~12番目は、前方において軟骨部分が第7肋骨に繋がり直接胸骨と接続されていないため、仮肋という。11~12番目の肋骨は背面のみ脊柱とつながり、前方は遊離しているため、浮遊肋という。
ヒトの場合、胸郭は肺呼吸を行うに当たり、自ら動けない肺を動かす役割の一部を担っている。

#### 上肢
上肢の骨格は、体幹上部（上肢帯）や肩を占める骨と、その先の腕から手先など可動性に富む部分を範囲とする。片側で8種類32個の骨がある。
上肢帯の骨格を代表する骨は鎖骨と肩甲骨である。鎖骨は胸骨柄と関節（胸鎖関節）でつながり、皮下すぐの位置にあるため、体表に隆起を作る。鎖骨は緩やかなS字に曲がった棒状の骨で、体幹と上肢骨格の間に距離を設けて動きの自由度を高める機能を持つ。内側2/3と外側1/3で断面形状が変化するため、骨折しやすい骨でもある。肩甲骨は逆三角形で、肩甲挙筋で引き上げられている。外側の角で関節窩を介して上腕骨とつながり、上腕二頭筋・上腕三頭筋の片端が付着する。
肩から先は可動性が高い自由上肢と呼ばれる。上腕骨は上肢骨格中最大の骨であり、肩側では肩甲骨と非常に可動域が広い肩関節でつながる。肘側では、3本の骨による複合関節である肘関節を形成し、前腕の回転を可能とする。肘関節の先にある前腕には、内側の尺骨と外側の橈骨2本が並ぶ。
手首から先の骨は、手首から大きく手根骨・中手骨・指骨の3グループに分けられる。手根骨は8個の骨から成り、手首の関節は横手根関節（手関節）と呼ばれ、尺骨・橈骨との間で舟状骨・月状骨・三角骨と呼ばれる3つの骨が関節を形成する。この3つに豆状骨を加えた4つを近位列という。手根骨の残り4つは大菱形骨・小菱形骨・有頭骨・有鉤骨であり、これらはまとめて外位列と呼ばれる。外位列の先には手根中手関節（CN関節）を介して掌の骨格を成す5本の中手骨がある。そして、各中手骨は中手指節関節（MP関節）を挟み指骨と繋がる。MP関節は拳を握ると外側に突出する、でこぼこを形作る部位である。指の骨格である指骨は、基本的に基節骨・中節骨・末節骨で構成されるが、親指のみ中節骨がなく、それぞれの骨の数に応じた関節を持つ。

#### 下肢
下肢の骨格は、体幹下部（下肢帯）と、股関節から先の自由下肢の部分を範囲とする。片側で8種類31個の骨がある。
下肢帯を代表する骨は骨盤だが、これも複数の骨からなる骨格である。うつわ状の骨盤は、左右2枚の寛骨が前方では軟骨性の恥骨結合でつながり、後方では仙骨との間に耳の形をした仙腸関節で結合しつつ、仙腸靭帯・仙棘靭帯・仙結節靭帯の3つで強固につながっている。寛骨は最大の扁平骨だが、思春期頃までは腸骨・坐骨・恥骨それぞれが独立してあり、Y字型の軟骨性結合部でつながっている。これが成長に伴い骨化しながら融合し、1つの大きな骨になる。腸骨部分は股関節から上に向かって広がる扇形状を持ち、内側のへこみ（腸骨窩）で腸を支える。外側には皮膚下まで張り出して腸骨陵を形成し、この部分は体表から触れられるだけではなく、その位置を外見上容易に見付けられる。この前端部は上前腸骨棘と呼ばれ、体表の基準点に使われる。一方後側の上後腸骨棘は体表に「ビーナスのえくぼ」と言うくぼみを作る。坐骨は寛骨の後方下部に当たり、全体はL字型に曲がっているため角の坐骨結節は体表から触れることができる。恥骨は寛骨の前方下部に当たり、「く」の字型に曲がっている。坐骨と恥骨の間には閉鎖孔と呼ばれる穴がある。
骨盤結合部の外側には半球状に深くくぼんだ寛骨臼があり、ここに大腿骨の頭部がはまって股関節を構成している。骨盤は全体で、かかる体重を脊椎から受け脚の骨に伝える支持の役割を持ち、膀胱・子宮・卵巣・直腸などの骨盤内臓を保護する。またヒトの骨盤は性差が顕著な部分であり、男性では全体がハート型で内側は狭い漏斗形なのに対し、女性では横楕円型で内側は広い円筒形をしている。
脚部の骨格は、骨盤から下の太腿部にある大腿骨と、足首（足関節）まで続く脛部にある脛骨・腓骨が膝関節を介して接続した構造である。大腿骨は単独では人体で最も大きな骨で、上端の球状部（大腿骨頭）が寛骨臼につながり、やや外側下方に伸びる大腿骨頚を経て下方に伸びる大腿骨体がある。下端では幅が広がり、末端に内側顆と外側顆という2つの楕円形隆起およびその間のくぼんだ顆間窩がある。ここと対面する形で、脛骨上部の外側に広がった2つの隆起が組み合いながら、2本の十字靭帯で接続される。お互いの骨が接する部分にはそれぞれ半月板があり、これら全体を内外両方で副靭帯が覆う。そして前面には、俗に「膝のおさら」と呼ばれる逆三角形に近い扁平の膝蓋骨がある。脛部を支えるもう1本の腓骨は膝関節に直接関与しておらず、その骨頭は外側側副靭帯に付着する形で連結する平面的な脛腓関節を構成している。
足の骨は、足根骨・中足骨・指骨の3グループに区分される。足根骨は脛骨・腓骨と足関節を形成する距骨と、その下後方に突き出して踵を形成しつつアキレス腱とつながる踵骨がある。この2つは足を構成する他の骨と比べて非常に大きい。2つの足根骨と前方で接続する5本の管状骨が中足骨であり、足の指の骨である指骨との仲立ちをする。これら足の骨は筋で強く結合しており、足の内側で脛骨から伸びる三角靭帯で支えられながら、足弓とい われるアーチ（土踏まず）を形成する。これは直立二足歩行を行う際の衝撃分散・緩和・吸収機能を持つ。

## ヒト以外の脊椎動物の骨格

### 哺乳類

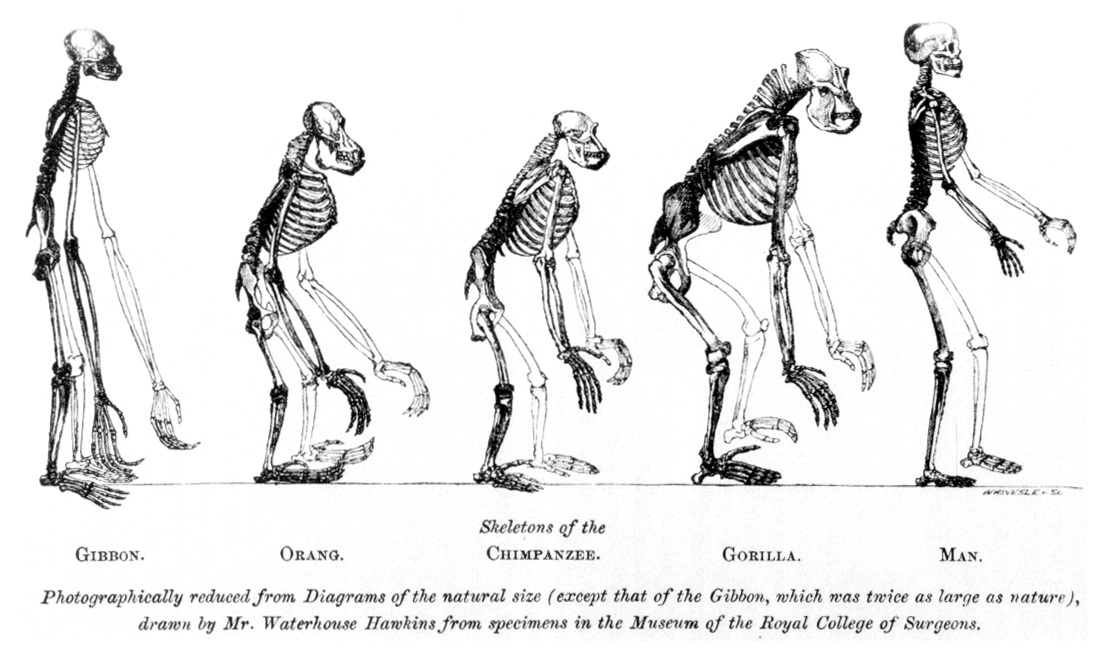
トマス・ヘンリー・ハクスリーが進化について述べた『自然における人間の位置』の口絵。類人猿とヒトの骨格を比較している。ゴリラ（右から2番目）とヒト（もっとも右）を比較すると、ゴリラのナックルウォークの特徴とヒトの直立歩行との対比が理解し易い。

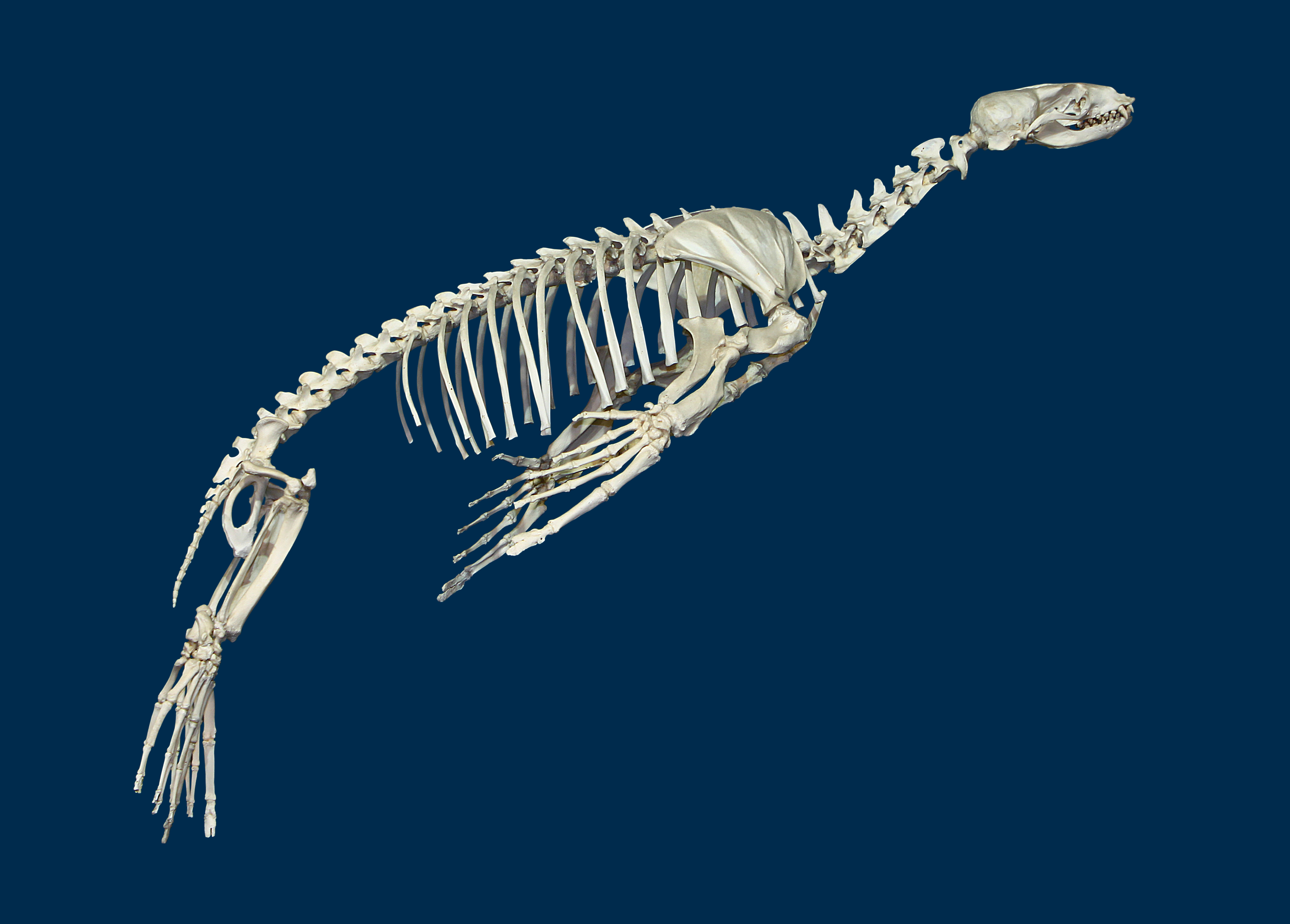
カリフォルニアアシカの全身骨格標本

哺乳類の骨格は、骨の数という点からすると、ほぼ200個ほどであり、それほど種差が無く、構造にも大きな差異は無い。頚椎の数はアリクイとナマケモノを除き全て7個であり、胸椎は哺乳類全体では9~24個、多くの種では12~16個である。腰椎は全体で2~9、多くで12~16個、仙骨は基本的に2個だが、一部では尾骨が加わり6個の種もある。しかしながら、個別の骨の大きさや接続する角度などは多様であり、それぞれの特徴を有している。鎖骨はヒトなど霊長類やモグラ・コウモリのように前肢を活発に動かす種が持つ特徴的部位である。哺乳類において指は基本的に5本であり、有蹄類は両端が退化した物である。
現生哺乳類の下顎骨は歯骨のみで成り立ち、顎関節は歯骨と鱗状骨から成る。古生物学による化石分析によると、爬虫類が顎関節に持つ関節骨および方形骨は、小型化を経て関節機能から外れ、耳小骨へと変化したと考えられている。化石分類上では、この特徴が哺乳類を識別する指標とされてきた。
霊長類であるゴリラの骨格には、手（前足）をついて歩くナックルウォークを行うための特徴が見られる。腕先の尺骨と橈骨はヒトのそれよりも太く、2本の間隔が広い。ここには強力な骨格筋を有し、身体を支える役目に対応する。また上半身を前傾させているため、首に重い頭部を支えるための強い靭帯を持つ。この靭帯が接続する場所として、頚椎後ろの棘突起がヒトに比べて大きく突き出している。
イヌやネコはそれぞれに獲物を捕らえるための骨格を有している。イヌはオオカミ同様、追跡するために走りやすい直線的な四肢の骨を持ち、距離を把握しやすいように眼窩は前を向く。ネコの背骨はライオンと同様に脊椎11番目の骨の突起が小さく、そこから下は突起が逆に下半身から上半身側へ突き出ている。この構造によって、背骨を柔軟に曲げることが可能となり、静かに忍びながら獲物に接近できる。ジャイアントパンダはササをつかむため、5本の指とは別に撓側種子骨と副手根骨がそれぞれ巨大化して飛び出した部分を作っている。これはそれぞれ「第6の指」「第7の指」と呼ばれる。
クジラの骨格には退化消失した部位が多い。主に水中生活に適応するため、外見上の頸部を無くし体は紡錘形となり、魚に近い姿をしている。それに合わせて骨格も変化し、後肢を退化させ、わずかな痕跡を残して骨盤も消失している。前肢は胸鰭と変化し、大きさを確保するために指骨の数を増やした。魚類と異なり、根本に尾骨の伸長が見られるのみで、尾鰭には骨格が無い。同じ海生哺乳類でも後肢由来でない尾鰭を備えるのは海牛類であり、アシカやアザラシの尾鰭は後肢が変化した物である。

### 鳥類
卵生の生物のうちで、鳥類のように硬い殻を有する卵を産む種は、殻の主成分であるカルシウムを骨に貯蔵している。繁殖期の雌鶏は、骨の12パーセントを卵の殻に流用する。そのため、大腿骨などにカルシウムを貯蔵する骨髄骨を発達させる。
鳥類は翼で飛ぶ方法を主な移動方法としたため、これに適合した骨格を持つ。その特徴の1つは骨格の軽量化であり、そのために骨に空洞が形成されていたり、骨を癒着させて運動性を犠牲にしつつも筋肉を省いて軽さと強度を両立させている。特に腰部では、胸椎の一部から腰椎・仙椎・尾椎そして寛骨が融合し、軽量な腰仙骨を形成している。また頭骨の一部がくちばしに置き換わり、尾骨が融合し短くなっている点も、軽量化に貢献する。もう1つの特徴は、飛翔のための形状であり、翼を稼動させる筋肉が付着する上腕骨は短く太く発達し、また胸側では胸骨の前方に竜骨突起という張り出しが存在する。鎖骨は融合してV字形状となり、羽ばたきに応じて曲がったり戻ったりすることで、サスペンションの役割を果たしている。
しかし、飛ばない鳥（走鳥類）ではこれらの機能に退化が見られる。ダチョウは肩部の骨が退化して癒着し、竜骨突起も失われている。一方で、後肢の大腿骨に空洞は無く、重力から巨体を支えるために堅牢である。
鳥類の翼は多くの羽根で作られ、指骨は小さく退化し融合している。哺乳類ながら同じく飛ぶ動物であるコウモリの翼は膜で構成され、それを支えるため第2-5指が伸びて支える構造を持ち、文字通りこうもり傘のように折りたためるため翼を振り下げる時の空気抵抗を減らすことができる。 かつて空へ進出した爬虫類である翼竜の翼は中空の1本の指骨（第4指）で前縁部を支えるのみであり、飛行を細かくコントロールできなかったとの考えもある。

### 爬虫類
哺乳類に比べると、爬虫類の骨格は多様である。一般に、肋骨が腰にまであるため、胸部と腹部の区別がつけられない。腕や足を持つ種の骨格は基本的に哺乳類や鳥類と同じだが、多くは四肢が体から水平方向に伸びる骨格を持ち、地面を這うように歩くことから「爬虫類」と命名された。脊椎も頸椎が上に湾曲する。
ヘビは大きな獲物を丸呑みするために、下顎骨が左右に分かれ靭帯だけで接続され、また方形骨と鱗状骨も可動させられるため顎部に2つの関節があるような構造を持つため、口を大きく開けられる。また胸骨を持たず肋骨も柔軟性に富む。毒を持たないボアコンストリクターは獲物をしっかり噛むために強固な頭蓋を有するのに対して、毒を持つハブでは頭蓋は貧弱である。柔らかい関節を介する200個から400個もの椎骨を持ち、筋肉と靭帯でつながれることで、特有のしなやかな動きを可能とする。
カメの甲羅は、皮膚の下で発達した皮骨が連結した物で、これが背骨・肋骨と一体化した特徴的な骨格を持つ。また首を中に折り込んで収納するため、頚椎が縦方向に大きく曲げられる。脊椎動物一般と異なり。肩甲骨・鎖骨・烏口骨が肋骨の内部にある点も特徴の1つで、前肢を甲羅内部に収納できる。
トカゲの中には尾が切れて外敵から身を守る種がいる。これは、特定の尾椎にある切れやすい部分である、自切面が外れることによって実現させており、関節が外れるわけではない。
ワニは頸部にも肋骨を有し、また皮骨が鱗と相まって硬い表皮構造を持つため、胴体は柔軟性に欠ける。これに対して、尾の付け根には可動性に富む関節を有し、特に左右に大きく振ることができる。

### 両生類
両生類もまた、多様な骨格を持つ。爬虫類・鳥類・哺乳類は陸上生活に適応する中で、椎骨の椎体において側椎心を大きく発達させて、重力にあらがい体を支えるための強度を得ている。そして間椎心は退化縮小している。脊柱は直線的な魚類に対して胸椎・腰椎部分が上方向に湾曲している。しかし、変態前では水中で生活する両生類では、間椎心が椎骨を支える主要素である。
カエルは跳躍で移動する方法に適応しており、足の骨がそれぞれが極端に長く、脛骨と腓骨が融合し、これを支える腸骨も発達している。前肢も尺骨と橈骨が融合し、肩の周辺は複雑な構造を持つ。これらは着地時の衝撃を和らげる効果持つと考えられる。跳躍の邪魔になる尾は退化し、尾骨は1本の棒状となって体内に収まっている。脊椎は数が少ないため短く柔軟性に欠き、また肋骨を持たない。

### 魚類
魚類には、サメなどの軟骨魚類と、その他の硬骨魚類などがある。体の骨格が軟骨で構成されるサメだが、歯だけは硬い組織で形成されている。硬骨魚類はリン酸カルシウムから作られる硬い骨格を持つものの、浮力が強く作用する水中で生活するため、重力に耐えるまでの強さを必要とせず、逆に水の抵抗を低減するために流線型を取る。数多い骨片が複雑に組み合わさった頭部に、胸鰭など肩帯部が関節で直接つながっている。脊椎骨からは上下に長い突起（背側の神経棘と腹側の血管棘）が伸び、脊柱端部の尾骨と尾鰭を動かす筋肉が付着する。魚類にはこれらと別に、主に体のバランスを取るための背鰭と腹鰭を構成する骨格を持つ場合が多い。

## 数値

### 主な脊椎動物の骨格重量比
脊椎動物において、体重に占める骨格の重量比率は、一般に大型の動物ほど大きく、体躯を支えるために頑丈な骨格が必要な事を示している。
| 動物             | 骨格重量(%) |
| ---------------- | ----------- |
| ガン             | 13.3        |
| ニワトリ         | 11.7        |
| スズメ           | 8.4         |
| ミソサザイ       | 7.1         |
| ゾウ             | 25.0        |
| カバ             | 20.0        |
| ウシ             | 20.0        |
| ヒツジ           | 20.0        |
| ブタ             | 18.0        |
| ヒト             | 15.0        |
| イヌ             | 14.0        |
| ライオン         | 13.0        |
| ネコ             | 11.5        |
| ゼニガタアザラシ | 11.0        |
| ウサギ           | 9.0         |
| イエハツカネズミ | 8.4         |
| トガリネズミ     | 7.9         |

## 外骨格

### 石灰質外骨格
外骨格を持つ種は様々にある。石灰質の硬い外骨格を備える種は、貝類の他にもサンゴ、甲殻類のフジツボ、環形動物の棲管、腕足動物の殻、ウニの殻板や棘など多く存在する。なお、貝類の中には殻を外套膜で覆っている種類もある。脊椎動物の内骨格や腕足動物の骨格がリン酸カルシウムから作られるのに対し、軟体動物の多くが持つ外骨格は炭酸カルシウムを主成分とする。

### キチン質外骨格
甲殻類などは、キチンを外骨格として利用している。

## その他用法

### 生体に関する用法
真核細胞の細胞質においても、内部にタンパク質の微小管などからなる、その形を支える網目状や束状などの構造があり、それらを細胞骨格（サイトスケルトン）と呼ぶ。また、生体組織から細胞小器官に至るまでの様々な場所で構造を支持するタンパク質を総称して骨格タンパク質という。哺乳類の巨視的な組織を支えるコラーゲンやエラスチンなど、昆虫のクチクラを支持するレシリン、細胞内ではミクロフィブリル・アクチン・スペクトリン、さらに分子間での共有結合のためのジスルフィドなどがこれに当たる。
軟体動物の中には、頭足塊を動かす際に、筋肉を使うのではなく、内部の血洞部分を血液で満たす方法で行う種類がある。この体液の圧力変化は静水力学的骨格と呼ばれる。

### メタファーとしての用法
片仮名でスケルトンと記載した場合は、英語の"skeleton"とは、一般に使用される意味が全く異なるので注意が必要である。特に、iMac以降は、外殻を透明にして、内部構造を見えるようにした機械的製品などを、日本語の「透ける」との語呂合わせからそう呼ぶようになった。